# Saint-Vincent-de-Tyrosse

Saint-Vincent-de-Tyrosse este o comună în departamentul Landes din sud-vestul Franței. În 2009 avea o populație de 7.373 de locuitori.

## Evoluția populației
| An        | 1975  | 1982  | 1990  | 1999  | 2006  | 2009  |
| --------- | ----- | ----- | ----- | ----- | ----- | ----- |
| Populație | 4.063 | 4.474 | 5.075 | 5.360 | 6.785 | 7.373 |